# مرگ کم‌اهمیت
مرگ کم‌اهمیت (لهستانی: Mały zgon) یک مجموعهٔ تلویزیونی کمدی سیاه و جنایی لهستانی است که در سال ۲۰۲۱ منتشر شد.

## گزیدهٔ بازیگران
- پیوتر گرابوفسکی
- آنا سنیوک
- کاتاژینا هرمان
- یاتسک کومان
- کارولینا گورچیتسا
- میروسواف هانیشفسکی
- کارولینا پرکاری
- یولیا ویشینسکا
- ماگدالنا تورچنیه‌ویچ
- یان مونچکا
- پائولینا والنجیاک
- کارول پوخچ
- گژگوش پشیبیو